# Ezekiel S. Candler

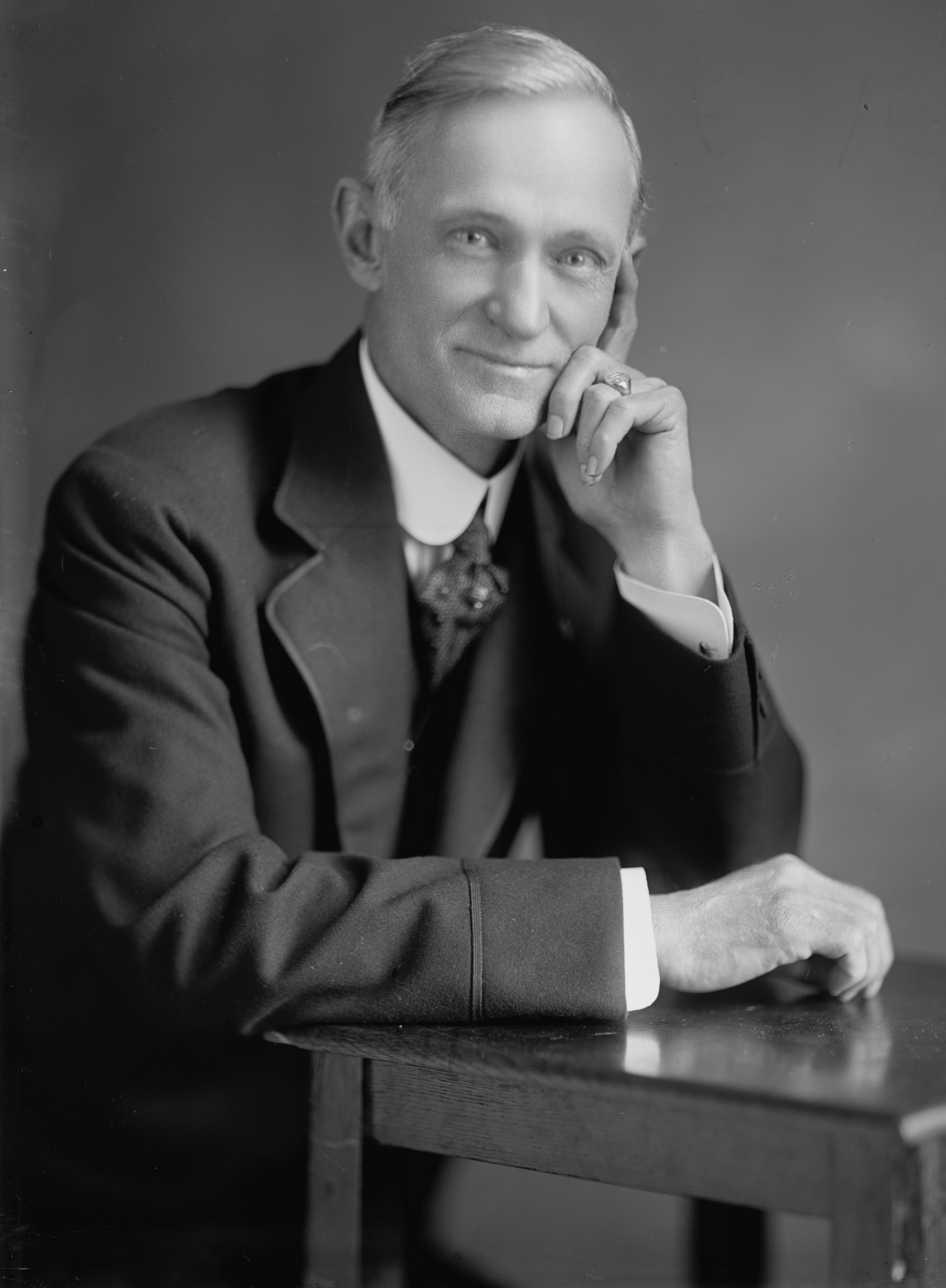
Ezekiel S. Candler

Ezekiel Samuel Candler Jr. (* 18. Januar 1862 in Belleville, Hamilton County, Florida; † 18. Dezember 1944 in Corinth, Mississippi) war ein US-amerikanischer Politiker. Zwischen 1901 und 1921 vertrat er den ersten Wahlbezirk des Bundesstaates Mississippi im US-Repräsentantenhaus.

## Werdegang
Ezekiel Candler war Mitglied einer bekannten Politikerfamilie. Sein Onkel Milton saß zwischen 1875 und 1879 ebenso für den Staat Georgia im US-Repräsentantenhaus wie sein Cousin Allen, der zwischen 1883 und 1891 dem Kongress als Abgeordneter angehörte. Letzterer war außerdem von 1898 bis 1902 noch Gouverneur von Georgia.
Bereits im Jahr 1870 kam Ezekiel Candler mit seinen Eltern in das Tishomingo County in Mississippi. Dort besuchte er die öffentlichen Schulen und die Iuka Male Academy. Nach einem Jurastudium an der University of Mississippi in Oxford und seiner 1881 erfolgten Zulassung als Rechtsanwalt begann er in Iuka in seinem neuen Beruf zu arbeiten. Politisch war Candler Mitglied der Demokratischen Partei. Im Jahr 1884 wurde er im Tishomingo County deren Vorsitzender. 1887 zog er nach Corinth in Mississippi, wo er weiterhin als Rechtsanwalt arbeitete. Auch im Alcorn County war er im Vorstand der Demokratischen Partei.
1900 wurde Candler im ersten Distrikt von Mississippi in das US-Repräsentantenhaus in Washington, D.C. gewählt, wo er am 4. März 1901 die Nachfolge von John Mills Allen antrat. Nachdem er bei den folgenden neun Wahlen jeweils bestätigt wurde, konnte er bis zum 3. März 1921 insgesamt zehn Legislaturperioden im Kongress absolvieren. Während seiner letzten Amtszeit war er Vorsitzender des Ausschusses, der sich mit dem Umgang mit alkoholischen Getränken befasste. In dieser Zeit trat auch das Prohibitionsgesetz in Kraft.
Für die Wahlen des Jahres 1920 wurde Candler von seiner Partei nicht für eine weitere Amtszeit im Kongress nominiert. Nach seinem Ausscheiden aus dem Repräsentantenhaus arbeitete er wieder als Rechtsanwalt. Von 1933 bis 1937 war er Bürgermeister der Stadt Corinth. Danach zog er sich aus der Politik zurück. Ezekiel Candler starb im Dezember 1944 und wurde in Corinth beigesetzt.